# Веселчани
 Тази статия е за селото в Северна Македония.  За квартала на Кърджали вижте Веселчени (квартал).  
Веселчани (на македонска литературна норма: Веселчани) е село в южната част на Северна Македония, община Прилеп.

## География
Селото е разположено в областта Пелагония.

## История
В XIX век Веселчани е чисто българско село в Прилепска кааза на Османската империя. Църквата в селото „Свети Илия“ е от 1857 година. В „Етнография на вилаетите Адрианопол, Монастир и Салоника“, издадена в Константинопол в 1878 година и отразяваща статистиката на населението от 1873 година, Веселчане (Vesseltchané) е посочено като село с 24 домакинства със 113 жители българи.
На Етнографската карта на Битолския вилает на Картографския институт в София от 1901 година Веселчани е чисто българско село в Прилепската каза на Битолския санджак с 20 къщи.
Според статистиката на Васил Кънчов („Македония. Етнография и статистика“) от 1900 година Веселчани има 350 жители, всички българи християни.
В началото на XX век българското население на селото е под върховенството на Българската екзархия. По данни на секретаря на екзархията Димитър Мишев („La Macédoine et sa Population Chrétienne“) през 1905 година във Веселчани има 160 българи екзархисти и работи българско училище.
При избухването на Балканската война в 1912 година един човек от Веселчани е доброволец в Македоно-одринското опълчение.
Според преброяването от 2002 година селото има 98 жители, всички северномакедонци.

## Личности
Родени в Веселчани
- Димко Василев, 25-годишен , македоно-одрински опълченец, 2-ра рота на 4-та битолска дружина[8]